# Andon Nikolov
Andon Nikolov, född 15 juni 1951 i Sofia, är en bulgarisk före detta tyngdlyftare.

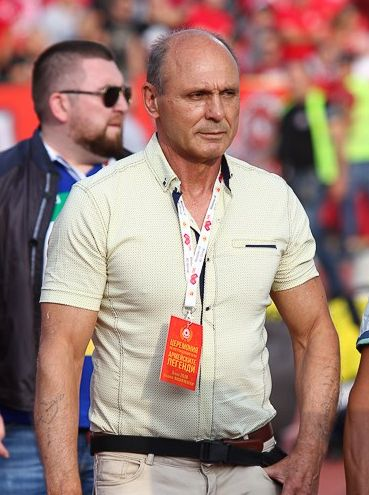
Nikolov in 2018

Nikolov blev olympisk guldmedaljör i 90-kilosklassen i tyngdlyftning vid sommarspelen 1972 i München.